# Ydre occipitale protuberans
Protuberantia occipitalis externa er tæt på midten af squama occipitalis - og helt specifikt er det højeste punkt refereret til som inion. Inion er den mest prominente projektion af fremspringet der er lokaliseret ved den posterioinferior (nederst bagtil) på den menneskelige kranium. Nakkebåndet og trapezius hæfter herpå.